# Euclidia triquetra
Euclidia triquetra là một loài bướm đêm thuộc họ Erebidae. Nó được tìm thấy ở tây nam châu Âu, cũng như Kazakhstan, Anatolia miền đông Sibiria tới [[Thái Bình Dương Ocean. It's habitat consists of warm, dry areas.
Sải cánh dài 24–30 mm. Con trưởng thành bay từ giữa tháng 4 đến tháng 6 và from the end of tháng 7 đến tháng 8. Có hai lứa trưởng thành một năm. They are active during the day.
Ấu trùng ăn các loài Fabaceae, bao gồm Astragalus và Onobrychis khác nhau.